# 中國國際時裝周
中國國際時裝周是一個國際時裝盛會，始於1997年，由中國服裝設計師協會和中國服裝協會主辦，展示來自不同設計師的時裝系列，包括成衣，配飾，造型和其他新設計。活動形式包括專場發布，設計大賽，專項展覽，專題論壇，專業評選等。
中國國際時裝周每年在中國北京的各個場館舉辦兩次，一次在三、四月間，以秋冬時裝為主；另一次在十月至十一月左右，展示下一年的春夏時裝，並舉行「中國時尚大奬頒獎典禮」，以表揚業界有傑出貢獻人士。每年的確切舉辦日期由大會決定。

## 時尚大獎
中國國際時裝周時尚大獎包括四個獎項類別：
1. 時裝設計師獎：包括「金頂獎」、「最佳時裝設計師」、「十佳時裝設計師」
2. 時裝模特獎：包括「最佳職業時裝模特」及「十佳職業時裝模特」
3. 時尚精英獎：包括「最佳時裝攝影師」、「最佳時裝評論員」、「最佳化妝造型師」
4. 時尚品牌獎

## 歷屆主題
2014年春夏周：污染 - 時尚設計師將口罩納入他們的設計和時裝表演中。
2013年秋冬周：瘋狂眼妝 - 中國最著名的化妝師毛戈平，用非傳統材料製作人造眉毛作為他的 MGPIN 系列的一部分。這些材料包括金屬金字塔鉚釘，鍍金和水晶繩飾品，以及類似於祖父時鐘內部的青銅飾品。
2012年春夏周：唐·境 - 結合了過去與現在，以中國傳統刺繡和唐代服裝複製品與現代高級服裝定制設計相結合。模特展示了鮮豔色彩的長袍，其中一些採用了公元618年至公元907年唐代常見的技法和風格。